# Susan Ulrich
Susan Ulrich es una deportista canadiense que compitió en judo. Ganó dos medallas en el Campeonato Panamericano de Judo, en los años 1980 y 1984.

## Palmarés internacional
| Campeonato Panamericano | Campeonato Panamericano       | Campeonato Panamericano | Campeonato Panamericano |
| Año                     | Lugar                         | Medalla                 | Categoría               |
| ----------------------- | ----------------------------- | ----------------------- | ----------------------- |
| 1980                    | Isla de Margarita (Venezuela) | Medalla de oro          | –58 kg                  |
| 1984                    | Ciudad de México (México)     | Medalla de bronce       | –61 kg                  |